# Férfi cselgáncs csapatverseny a 2017. évi nyári európai ifjúsági olimpiai fesztiválon
A 2017. évi nyári európai ifjúsági olimpiai fesztiválon a férfi csapat cselgáncs versenyt július 29-én rendezték.

## Eredmények

### Döntő
|  | Döntő       |   |  |
|  |             |   |  |
|  | Oroszország | 3 |  |
|  | Oroszország | 3 |  |
|  | Törökország | 2 |  |

### Felső ág
|  | Nyolcaddöntők | Nyolcaddöntők | Nyolcaddöntők |  |  | Negyeddöntők  | Negyeddöntők  | Negyeddöntők |             |   | Elődöntők | Elődöntők | Elődöntők |  |
|  |               |               |               |  |  |               |               |              |             |   |           |           |           |  |
|  |               |               |               |  |  | Grúzia        | Grúzia        | 5            |             |   |           |           |           |  |
|  | Lettország    | Lettország    | 4             |  |  | Lettország    | Lettország    | 0            |             |   |           |           |           |  |
|  | Azerbajdzsán  | Azerbajdzsán  | 1             |  |  |               |               |              |             |   | Grúzia    | Grúzia    | 1         |  |
|  |               |               |               |  |  |               |               | Oroszország  | Oroszország | 4 |           |           |           |  |
|  |               |               |               |  |  | Oroszország   | Oroszország   | 5            |             |   |           |           |           |  |
|  | Görögország   | Görögország   | 1             |  |  | Franciaország | Franciaország | 0            |             |   |           |           |           |  |
|  | Franciaország | Franciaország | 4             |  |  |               |               |              |             |   |           |           |           |  |

### Alsó ág
|  | Nyolcaddöntők | Nyolcaddöntők | Nyolcaddöntők |  |  | Negyeddöntők | Negyeddöntők | Negyeddöntők |             |   | Elődöntők    | Elődöntők    | Elődöntők |  |
|  |               |               |               |  |  |              |              |              |             |   |              |              |           |  |
|  |               |               |               |  |  | Magyarország | Magyarország | 4            |             |   |              |              |           |  |
|  | Észtország    | Észtország    | 3             |  |  | Észtország   | Észtország   | 1            |             |   |              |              |           |  |
|  | Finnország    | Finnország    | 2             |  |  |              |              |              |             |   | Magyarország | Magyarország | 2         |  |
|  |               |               |               |  |  |              |              | Törökország  | Törökország | 3 |              |              |           |  |
|  |               |               |               |  |  | Olaszország  | Olaszország  | 2            |             |   |              |              |           |  |
|  | Románia       | Románia       | 1             |  |  | Törökország  | Törökország  | 3            |             |   |              |              |           |  |
|  | Törökország   | Törökország   | 4             |  |  |              |              |              |             |   |              |              |           |  |

### Vigaszág
|  |                   |                   |                   |               |               |               |               |               |  |  |  |  |  |  |  |  |  |  |
|  | Vigaszág elődöntő | Vigaszág elődöntő | Vigaszág elődöntő |               |               | Bronzmérkőzés | Bronzmérkőzés | Bronzmérkőzés |  |  |  |  |  |  |  |  |  |  |
|  | Vigaszág elődöntő | Vigaszág elődöntő | Vigaszág elődöntő |               |               | Bronzmérkőzés | Bronzmérkőzés | Bronzmérkőzés |  |  |  |  |  |  |  |  |  |  |
|  |                   |                   |                   |               |               |               |               |               |  |  |  |  |  |  |  |  |  |  |
|  | Lettország        | Lettország        | 2                 | Franciaország | Franciaország | 0             |               |               |  |  |  |  |  |  |  |  |  |  |
|  | Lettország        | Lettország        | 2                 | Franciaország | Franciaország | 0             |               |               |  |  |  |  |  |  |  |  |  |  |
|  | Franciaország     | Franciaország     | 3                 |               |               | Magyarország  | Magyarország  | 5             |  |  |  |  |  |  |  |  |  |  |
|  | Franciaország     | Franciaország     | 3                 |               |               | Magyarország  | Magyarország  | 5             |  |  |  |  |  |  |  |  |  |  |
|  |                   |                   |                   |               |               |               |               |               |  |  |  |  |  |  |  |  |  |  |
|  | Észtország        | Észtország        | 3                 | Észtország    | Észtország    | 0             |               |               |  |  |  |  |  |  |  |  |  |  |
|  | Észtország        | Észtország        | 3                 | Észtország    | Észtország    | 0             |               |               |  |  |  |  |  |  |  |  |  |  |
|  | Olaszország       | Olaszország       | 2                 |               |               | Grúzia        | Grúzia        | 5             |  |  |  |  |  |  |  |  |  |  |
|  | Olaszország       | Olaszország       | 2                 |               |               | Grúzia        | Grúzia        | 5             |  |  |  |  |  |  |  |  |  |  |

## Mérkőzések
| 1. nyolcaddöntő | 1. nyolcaddöntő               | 1. nyolcaddöntő | 1. nyolcaddöntő | 1. nyolcaddöntő | 1. nyolcaddöntő | 1. nyolcaddöntő | 1. nyolcaddöntő           | 1. nyolcaddöntő |               |
| S               | Nemzet Név                    | Eredmény        | Pont            |                 | Pont            | Eredmény        | Nemzet Név                | Idő             |               |
| --------------- | ----------------------------- | --------------- | --------------- | --------------- | --------------- | --------------- | ------------------------- | --------------- | ------------- |
| Lettország      | Lettország                    | Lettország      | (31)            | 4 - 1           | (10)            | Azerbajdzsán    | Azerbajdzsán              | Azerbajdzsán    | Azerbajdzsán  |
| 60kg            | Sandro Razmadze               | 010(1)          | (1)             | 1-0             |                 | 000(1)          | Aykhan Tanriverdiyev      | 4:00            |               |
| 66kg            | Artjoms Galaktionovs          | 100(0)          | (10)            | 1-0             |                 | 000(1)          | Gnyaz Mahmudlu            | 4:08            |               |
| 73kg            | Renars Hans                   | 100(0)          | (10)            | 1-0             |                 |                 |                           | 0:00            |               |
| 81kg            | Daniels Kuliss                | 000(0)          |                 | 0-1             | (10)            | 100(0)          | Niyal Azimov              | 1:25            |               |
| +81kg           | Emils Gerkens                 | 100(0)          | (10)            | 1-0             |                 | 000(0)          | Adil Karimli              | 1:01            |               |
| 2. nyolcaddöntő |                               |                 |                 |                 |                 |                 |                           |                 |               |
| S               | Nemzet Név                    | Eredmény        | Pont            |                 | Pont            | Eredmény        | Nemzet Név                | Idő             |               |
| Görögország     | Görögország                   | Görögország     | (1)             | 1 - 4           | (21)            | Franciaország   | Franciaország             | Franciaország   | Franciaország |
| 60kg            | Georgios Markopoulos          | 000(2)          |                 | 0-1             | (1)             | 010(1)          | Bastien Jenner            | 4:00            |               |
| 66kg            | Athanasios Milonelis          | 010(1)          | (1)             | 1-0             |                 | 000(0)          | Remi Oliveira             | 4:00            |               |
| 73kg            | Georgios Zafeiridis           | 000(0)          |                 | 0-1             | (10)            | 130(1)          | Joey Padra                | 4:00            |               |
| 81kg            | Antonios Popov                | 000(1)          |                 | 0-1             |                 | 000(0)          | Maxime Gael Ngayap Hambou | 6:21            |               |
| +81kg           | Georgios Christos Papoutsakis | 000(0)          |                 | 0-1             | (10)            | 110(1)          | Maxence Saka              | 0:43            |               |
| 3. nyolcaddöntő |                               |                 |                 |                 |                 |                 |                           |                 |               |
| S               | Nemzet Név                    | Eredmény        | Pont            |                 | Pont            | Eredmény        | Nemzet Név                | Idő             |               |
| Észtország      | Észtország                    | Észtország      | (30)            | 3 - 2           | (20)            | Finnország      | Finnország                | Finnország      | Finnország    |
| 60kg            | Daniel Markus Vardja          | 000(0)          |                 | 0-1             | (10)            | 100(0)          | Turpal Djoukaev           | 1:15            |               |
| 66kg            | Deniel Nuriev                 | 110(0)          | (10)            | 1-0             |                 | 000(0)          | Roope Korhonen            | 0:54            |               |
| 73kg            | Ralf Stiven Viru              | 010(0)          |                 | 0-1             | (10)            | 100(0)          | Miska Pyykko              | 3:15            |               |
| 81kg            | Karl Tuksammel                | 120(1)          | (10)            | 1-0             |                 | 000(1)          | Saydarbi Kubaev           | 2:43            |               |
| +81kg           | Martin Zujev                  | 100(0)          | (10)            | 1-0             |                 |                 |                           | 0:00            |               |
| 4. nyolcaddöntő |                               |                 |                 |                 |                 |                 |                           |                 |               |
| S               | Nemzet Név                    | Eredmény        | Pont            |                 | Pont            | Eredmény        | Nemzet Név                | Idő             |               |
| Románia         | Románia                       | Románia         | (10)            | 1 - 4           | (22)            | Törökország     | Törökország               | Törökország     | Törökország   |
| 60kg            | Radvanszki Szilárd            | 000(2)          |                 | 0-1             | (1)             | 010(1)          | Salih Yildiz              | 4:00            |               |
| 66kg            | Adrian Sulca                  | 100(0)          | (10)            | 1-0             |                 | 000(0)          | Mihrac Akkus              | 0:54            |               |
| 73kg            |                               |                 |                 | 0-1             | (10)            | 100(0)          | Muhammet Koc              | 0:00            |               |
| 81kg            | Danut Pechea                  | 010(1)          |                 | 0-1             | (10)            | 110(0)          | Fatih Kosa                | 3:00            |               |
| +81kg           | Eduard Serban                 | 000(0)          |                 | 0-1             | (1)             | 030(0)          | Omer Aydin                | 4:00            |               |

| 1. negyeddöntő | 1. negyeddöntő      | 1. negyeddöntő | 1. negyeddöntő | 1. negyeddöntő | 1. negyeddöntő | 1. negyeddöntő | 1. negyeddöntő            | 1. negyeddöntő |               |
| S              | Nemzet Név          | Eredmény       | Pont           |                | Pont           | Eredmény       | Nemzet Név                | Idő            |               |
| -------------- | ------------------- | -------------- | -------------- | -------------- | -------------- | -------------- | ------------------------- | -------------- | ------------- |
| Grúzia         | Grúzia              | Grúzia         | (32)           | 5 - 0          | (0)            | Lettország     | Lettország                | Lettország     | Lettország    |
| 60kg           | Guram Dzavashvili   | 020(1)         | (1)            | 1-0            |                | 010(1)         | Sandro Razmadze           | 6:37           |               |
| 66kg           | Giorgi Chikhelidze  | 010(2)         | (1)            | 1-0            |                | 000(2)         | Artjoms Galaktionovs      | 4:00           |               |
| 73kg           | Levan Psuturi       | 100(0)         | (10)           | 1-0            |                | 000(0)         | Renars Hans               | 1:47           |               |
| 81kg           | Vladimir Akhalkatsi | 110(0)         | (10)           | 1-0            |                | 000(0)         | Daniels Kuliss            | 1:05           |               |
| +81kg          | Levan Tchelidze     | 110(0)         | (10)           | 1-0            |                | 000(1)         | Vladlens Jarockis         | 2:17           |               |
| 2. negyeddöntő |                     |                |                |                |                |                |                           |                |               |
| S              | Nemzet Név          | Eredmény       | Pont           |                | Pont           | Eredmény       | Nemzet Név                | Idő            |               |
| Oroszország    | Oroszország         | Oroszország    | (50)           | 5 - 0          | (0)            | Franciaország  | Franciaország             | Franciaország  | Franciaország |
| 60kg           | Khetag Basaev       | 100(1)         | (10)           | 1-0            |                | 000(0)         | Bastien Jenner            | 0:45           |               |
| 66kg           | Karen Galstian      | 120(1)         | (10)           | 1-0            |                | 000(0)         | Remi Oliveira             | 1:37           |               |
| 73kg           | Daniil Matveev      | 100(1)         | (10)           | 1-0            |                | 000(0)         | Joey Padra                | 2:37           |               |
| 81kg           | Mansur Lorsanov     | 100(0)         | (10)           | 1-0            |                | 000(0)         | Maxime Gael Ngayap Hambou | 1:55           |               |
| +81kg          | Mikhail Makhinia    | 100(0)         | (10)           | 1-0            |                | 000(0)         | Maxence Saka              | 1:46           |               |
| 3. negyeddöntő |                     |                |                |                |                |                |                           |                |               |
| S              | Nemzet Név          | Eredmény       | Pont           |                | Pont           | Eredmény       | Nemzet Név                | Idő            |               |
| Magyarország   | Magyarország        | Magyarország   | (40)           | 4 - 1          | (10)           | Észtország     | Észtország                | Észtország     | Észtország    |
| 60kg           | Szeredás Botond     | 100(1)         | (10)           | 1-0            |                | 000(3)         | Daniel Markus Vardja      | 2:31           |               |
| 66kg           |                     |                |                | 0-1            | (10)           | 100(0)         | Deniel Nuriev             | 0:00           |               |
| 73kg           | Nerpel Gergely      | 110(0)         | (10)           | 1-0            |                | 000(1)         | Ralf Stiven Viru          | 2:05           |               |
| 81kg           | Tóth Benedek        | 140(0)         | (10)           | 1-0            |                | 000(2)         | Karl Tuksammel            | 3:48           |               |
| +81kg          | Sipőcz Richárd      | 100(0)         | (10)           | 1-0            |                | 000(0)         | Martin Zujev              | 0:23           |               |
| 4. negyeddöntő |                     |                |                |                |                |                |                           |                |               |
| S              | Nemzet Név          | Eredmény       | Pont           |                | Pont           | Eredmény       | Nemzet Név                | Idő            |               |
| Olaszország    | Olaszország         | Olaszország    | (20)           | 2 - 3          | (30)           | Törökország    | Törökország               | Törökország    | Törökország   |
| 60kg           | Andrej Ferro        | 000(1)         |                | 0-1            | (10)           | 100(0)         | Mihrac Akkus              | 1:11           |               |
| 66kg           | Edoardo Mella       | 110(2)         | (10)           | 1-0            |                | 020(1)         | Salih Yildiz              | 3:34           |               |
| 73kg           | Andrea Spicuglia    | 000(2)         |                | 0-1            | (10)           | 110(2)         | Muhammet Koc              | 3:25           |               |
| 81kg           | Gianluca Iudicelli  | 100(0)         | (10)           | 1-0            |                | 000(1)         | Fatih Kosa                | 2:08           |               |
| +81kg          | Lorenzo Turini      | 000(3)         |                | 0-1            | (10)           | 100(0)         | Omer Aydin                | 3:18           |               |

| 1. elődöntő  | 1. elődöntő         | 1. elődöntő  | 1. elődöntő | 1. elődöntő | 1. elődöntő | 1. elődöntő | 1. elődöntő      | 1. elődöntő |             |
| S            | Nemzet Név          | Eredmény     | Pont        |             | Pont        | Eredmény    | Nemzet Név       | Idő         |             |
| ------------ | ------------------- | ------------ | ----------- | ----------- | ----------- | ----------- | ---------------- | ----------- | ----------- |
| Grúzia       | Grúzia              | Grúzia       | (1)         | 1 - 4       | (31)        | Oroszország | Oroszország      | Oroszország | Oroszország |
| 60kg         | Guram Dzavashvili   | 010(1)       |             | 0-1         | (10)        | 110(2)      | Khetag Basaev    | 5:06        |             |
| 66kg         | Giorgi Chikhelidze  | 000(0)       |             | 0-1         | (10)        | 120(0)      | Karen Galstian   | 1:53        |             |
| 73kg         | Levan Psuturi       | 000(0)       |             | 0-1         | (1)         | 010(2)      | Daniil Matveev   | 4:00        |             |
| 81kg         | Vladimir Akhalkatsi | 020(0)       | (1)         | 1-0         |             | 010(1)      | Mansur Lorsanov  | 4:13        |             |
| +81kg        | Levan Tchelidze     | 010(0)       |             | 0-1         | (10)        | 110(1)      | Mikhail Makhinia | 3:15        |             |
| 2. elődöntő  |                     |              |             |             |             |             |                  |             |             |
| S            | Nemzet Név          | Eredmény     | Pont        |             | Pont        | Eredmény    | Nemzet Név       | Idő         |             |
| Magyarország | Magyarország        | Magyarország | (20)        | 2 - 3       | (12)        | Törökország | Törökország      | Törökország | Törökország |
| 60kg         | Szeredás Botond     | 110(0)       | (10)        | 1-0         |             | 000(2)      | Mihrac Akkus     | 2:35        |             |
| 66kg         | Vida András         | 000(0)       |             | 0-1         | (10)        | 100(0)      | Salih Yildiz     | 2:39        |             |
| 73kg         | Nerpel Gergely      | 000(2)       |             | 0-1         | (1)         | 010(0)      | Muhammet Koc     | 4:00        |             |
| 81kg         | Tóth Benedek        | 110(0)       | (10)        | 1-0         |             | 000(2)      | Fatih Kosa       | 3:13        |             |
| +81kg        | Sipőcz Richárd      | 000(0)       |             | 0-1         | (1)         | 010(2)      | Omer Aydin       | 4:00        |             |

| Felső vigaszág - elődöntő      | Felső vigaszág - elődöntő | Felső vigaszág - elődöntő | Felső vigaszág - elődöntő | Felső vigaszág - elődöntő | Felső vigaszág - elődöntő | Felső vigaszág - elődöntő | Felső vigaszág - elődöntő | Felső vigaszág - elődöntő |               |
| S                              | Nemzet Név                | Eredmény                  | Pont                      |                           | Pont                      | Eredmény                  | Nemzet Név                | Idő                       |               |
| ------------------------------ | ------------------------- | ------------------------- | ------------------------- | ------------------------- | ------------------------- | ------------------------- | ------------------------- | ------------------------- | ------------- |
| Lettország                     | Lettország                | Lettország                | (20)                      | 2 - 3                     | (21)                      | Franciaország             | Franciaország             | Franciaország             | Franciaország |
| 60kg                           | Sandro Razmadze           | 000(0)                    |                           | 0-1                       | (10)                      | 110(0)                    | Bastien Jenner            | 2:30                      |               |
| 66kg                           | Artjoms Galaktionovs      | 100(0)                    | (10)                      | 1-0                       |                           | 000(3)                    | Remi Oliveira             | 2:44                      |               |
| 73kg                           | Renars Hans               | 010(2)                    |                           | 0-1                       | (1)                       | 020(0)                    | Joey Padra                | 4:40                      |               |
| 81kg                           | Daniels Kuliss            | 000(1)                    |                           | 0-1                       | (10)                      | 100(0)                    | Maxime Gael Ngayap Hambou | 1:59                      |               |
| +81kg                          | Vladlens Jarockis         | 100(0)                    | (10)                      | 1-0                       |                           | 000(1)                    | Maxence Saka              | 0:48                      |               |
| Felső vigaszág - bronzmérkőzés |                           |                           |                           |                           |                           |                           |                           |                           |               |
| S                              | Nemzet Név                | Eredmény                  | Pont                      |                           | Pont                      | Eredmény                  | Nemzet Név                | Idő                       |               |
| Franciaország                  | Franciaország             | Franciaország             | (0)                       | 0 - 5                     | (50)                      | Magyarország              | Magyarország              | Magyarország              | Magyarország  |
| 60kg                           | Bastien Jenner            | 000(0)                    |                           | 0-1                       | (10)                      | 100(0)                    | Szeredás Botond           | 0:31                      |               |
| 66kg                           | Remi Oliveira             | 000(0)                    |                           | 0-1                       | (10)                      | 100(0)                    | Vida András               | 0:34                      |               |
| 73kg                           | Joey Padra                | 000(0)                    |                           | 0-1                       | (10)                      | 110(0)                    | Nerpel Gergely            | 2:03                      |               |
| 81kg                           | Maxime Gael Ngayap Hambou | 000(0)                    |                           | 0-1                       | (10)                      | 110(0)                    | Tóth Benedek              | 2:53                      |               |
| +81kg                          | Maxence Saka              | 000(2)                    |                           | 0-1                       | (10)                      | 100(0)                    | Sipőcz Richárd            | 1:44                      |               |

| Alsó vigaszág - elődöntő      | Alsó vigaszág - elődöntő | Alsó vigaszág - elődöntő | Alsó vigaszág - elődöntő | Alsó vigaszág - elődöntő | Alsó vigaszág - elődöntő | Alsó vigaszág - elődöntő | Alsó vigaszág - elődöntő | Alsó vigaszág - elődöntő |             |
| S                             | Nemzet Név               | Eredmény                 | Pont                     |                          | Pont                     | Eredmény                 | Nemzet Név               | Idő                      |             |
| ----------------------------- | ------------------------ | ------------------------ | ------------------------ | ------------------------ | ------------------------ | ------------------------ | ------------------------ | ------------------------ | ----------- |
| Észtország                    | Észtország               | Észtország               | (12)                     | 3 - 2                    | (20)                     | Olaszország              | Olaszország              | Olaszország              | Olaszország |
| 60kg                          | Daniel Markus Vardja     | 100(0)                   | (10)                     | 1-0                      |                          | 000(1)                   | Andrej Ferro             | 0:48                     |             |
| 66kg                          | Deniel Nuriev            | 010(0)                   |                          | 0-1                      | (10)                     | 100(0)                   | Edoardo Mella            | 0:35                     |             |
| 73kg                          | Ralf Stiven Viru         | 000(0)                   |                          | 0-1                      | (10)                     | 100(1)                   | Andrea Spicuglia         | 2:43                     |             |
| 81kg                          | Karl Tuksammel           | 020(1)                   | (1)                      | 1-0                      |                          | 000(0)                   | Gianluca Iudicelli       | 4:00                     |             |
| +81kg                         | Martin Zujev             | 010(1)                   | (1)                      | 1-0                      |                          | 000(2)                   | Lorenzo Turini           | 4:00                     |             |
| Alsó vigaszág - bronzmérkőzés |                          |                          |                          |                          |                          |                          |                          |                          |             |
| S                             | Nemzet Név               | Eredmény                 | Pont                     |                          | Pont                     | Eredmény                 | Nemzet Név               | Idő                      |             |
| Észtország                    | Észtország               | Észtország               | (0)                      | 0 - 5                    | (41)                     | Grúzia                   | Grúzia                   | Grúzia                   | Grúzia      |
| 60kg                          | Daniel Markus Vardja     | 000(3)                   |                          | 0-1                      | (10)                     | 100(0)                   | Guram Dzavashvili        | 2:57                     |             |
| 66kg                          | Deniel Nuriev            | 010(1)                   |                          | 0-1                      | (10)                     | 100(0)                   | Giorgi Chikhelidze       | 1:71                     |             |
| 73kg                          | Ralf Stiven Viru         | 000(1)                   |                          | 0-1                      | (10)                     | 110(0)                   | Levan Psuturi            | 2:41                     |             |
| 81kg                          | Karl Tuksammel           | 000(0)                   |                          | 0-1                      | (10)                     | 110(0)                   | Vladimir Akhalkatsi      | 1:03                     |             |
| +81kg                         | Simon Sulla              | 000(2)                   |                          | 0-1                      | (1)                      | 010(0)                   | Mikheili Bekauri         | 4:00                     |             |

| Döntő       | Döntő            | Döntő       | Döntő | Döntő | Döntő | Döntő       | Döntő        | Döntő       |             |
| S           | Nemzet Név       | Eredmény    | Pont  |       | Pont  | Eredmény    | Nemzet Név   | Idő         |             |
| ----------- | ---------------- | ----------- | ----- | ----- | ----- | ----------- | ------------ | ----------- | ----------- |
| Oroszország | Oroszország      | Oroszország | (12)  | 3 - 2 | (20)  | Törökország | Törökország  | Törökország | Törökország |
| 60kg        | Khetag Basaev    | 000(2)      |       | 0-1   | (10)  | 120(0)      | Salih Yildiz | 3:47        |             |
| 66kg        | Karen Galstian   | 100(0)      | (10)  | 1-0   |       | 000(1)      | Mihrac Akkus | 1:18        |             |
| 73kg        | Daniil Matveev   | 000(1)      |       | 0-1   | (10)  | 110(1)      | Muhammet Koc | 3:28        |             |
| 81kg        | Mansur Lorsanov  | 010(0)      | (1)   | 1-0   |       | 000(1)      | Fatih Kosa   | 4:00        |             |
| +81kg       | Mikhail Makhinia | 020(2)      | (1)   | 1-0   |       | 010(2)      | Omer Aydin   | 4:59        |             |

## Végeredmény
| Helyezés | Név           | Nemzet                                                                                  |
| -------- | ------------- | --------------------------------------------------------------------------------------- |
| Arany    | Oroszország   | Khetag Basaev Karen Galstian Daniil Matveev Mansur Lorsanov Mikhail Makhinia            |
| Ezüst    | Törökország   | Salih Yildiz Mihrac Akkus Muhammet Koc Fatih Kosa Omer Aydin                            |
| Bronz    | Magyarország  | Szeredás Botond Vida András Nerpel Gergely Tóth Benedek Sipőcz Richárd                  |
| Bronz    | Grúzia        | Guram Dzavashvili Giorgi Chikhelidze Levan Psuturi Vladimir Akhalkatsi Mikheili Bekauri |
| 5.       | Franciaország | Bastien Jenner Remi Oliveira Joey Padra Maxime Gael Ngayap Hambou Maxence Saka          |
| 5.       | Észtország    | Daniel Markus Vardja Deniel Nuriev Ralf Stiven Viru Karl Tuksammel Simon Sulla          |
| 7.       | Lettország    | Sandro Razmadze Artjoms Galaktionovs Renars Hans Daniels Kuliss Vladlens Jarockis       |
| 7.       | Olaszország   | Andrej Ferro Edoardo Mella Andrea Spicuglia Gianluca Iudicelli Lorenzo Turini           |